# Orobanche rapum-genistae
El espárrago de lobo (Orobanche rapum-genistae Thuill.) es una hierba vivaz de la familia de las orobancáceas; es un holoparásito carente de clorofila, que se fija a plantas de la familia de las fabáceas para extraer de ellas sus nutrientes.

## Características
El espárrago de lobo es una hierba vivaz, de tallos erectos de hasta 90 cm de altura y color amarillento o purpúreo. Las hojas son vestigiales, alternas, carnosas, sésiles, oblongas a ovadas. 
Florece entre junio y agosto, formando inflorescencias terminales en forma de espiga, de color amarillento y olor desagradable; los 10 a 20 floros son pentámeros, hermafroditas, con cuatro estambres y un pistilo, y el ovario súpero. La polinización la llevan a cabo insectos, normalmente dípteros. El fruto es una cápsula unilocular con numerosas semillas que se dispersan por anemocoria. Las espigas muertas del año anterior normalmente se conservan adheridas al tallo.

## Hábitat
Como parásito de piornos y escobas.
El espárrago de lobo parasita las raíces de arbustos leguminosos, disminuyendo su vigor. Habita los terrenos en los que aparecen éstos, normalmente colinas, pastizales y bancales arenosos.

## Distribución
Es oriunda de las regiones templadas de Europa occidental, donde se extiende desde Italia hasta las islas británicas, donde hoy se encuentra amenazada por la destrucción de su hábitat.

## Sinonimia
- Orobanche bracteata Viv.
- Orobanche major L. pro parte
- Orobanche rapum auct.
- Orobanche benthamii Timb.-Lagr.